# Rodica Mandache
Rodica Mandache (n. 13 aprilie 1943, Iași, România) este o actriță română de teatru, film și televiziune.

## Biografie
Rodica Mandache s-a născut la Iași. În 1960 a absolvit Liceul de Fete „ Oltea Doamna ” din Iași. A urmat studiile teatrale, în București, absolvind secția de Actorie a Facultății de Teatru din cadrul Institutului de Artă Teatrală și Cinematografică „I. L. Caragiale”, în anul 1964, la clasa prof. univ. Octavian Cotescu, Pop Marțian. Examenul de absolvire îl susține cu rolurile Celia din piesa Cum vă place în regia lui Octavian Cotescu și Verka din piesa Cei din urmă. A debutat în teatru încă din primul an de studenție pe scena Teatrului Național cu rolul Manuela Lipsa din piesa Fiicele în regia lui Al. Finți. După absolvire, în 1964, a debutat pe scena Teatrului Național Vasile Alecsandri din Iași cu rolul Dactilografa din piesa Birocratozaurii în regia lui George Rafael. În cinematografie a debutat în anul 1963, în pelicula Un surâs în plină vară, în regia lui Geo Saizescu.

### Activitate didactică
Pe lângă activitatea de scenă, Rodica Mandache este și profesoară de actorie la Universitatea de artă "Hyperion".

## Viața personală
Rodica Mandache a fost căsătorită cu fotograful Aurel Mihailopol; au avut împreună o fiică, regizoarea Diana Mihailopol. 

## Roluri în teatru
Teatrul Odeon
- "Femeia", "Hipertensiva" - în Cata Speranța de Hanoch Levin, un spectacol de Radu Afrim
- "Foamete" , "Scoaba", "Pițigoi"  - în "Pyramus și Thisbe 4 you" după William Shakespeare, un spectacol de Alexandru Dabija
- Mama - în E doar sfârșitul lumii, de Jean-Luc Lagarge, un spectacol de Radu Afrim
- Adel - în joi.megaJoy, de Katalin Thuroczy, un spectacol de Radu Afrim
- Fulg de nea în Aventurile lui Habarnam, adaptare după Nikolai Nosov, regia Alexandru Dabija
- Charlotta Ivanovna - în "Livada de vișini", de Anton Pavlovici Cehov, regia Sorin Militaru
- Doamna Wurm - în Genocid sau ficatul meu e fără rost, de Werner Schwab, regia Sorin Militaru
- Guvernanta - în Leonce și Lena, de Georg Büchner, regia Alexandru Dabija.
- Actor ambulant - în Arden din Feversham, de un autor englez anonim din secolul XVI, regia Dragoș Galgoțiu
- Helena - din Visul unei nopți de vară, de William Shakespeare, în Gala dansului la Odeon, regia Dragoș Galgoțiu
- Zinaida - în Ivan cel Groaznic, de Mihail Bulgakov, regia Beatrice Rancea
- Mama - în Frații de Sebastian Barry, regia Alexandru Dabija
- Ea - în Vorbește-mi ca ploaia și lasă-mă să te ascult, de Tennessee Williams, regia Răzvan Mazilu
- Ea - în Vocea umană de Jean Cocteau
- Aristița Romanescu - în Și totuși Eminescu, de I. Nicolescu, regia Tudor Mărăscu
- Mița, Didina, Zița, Veta, Eftimia, Zoe - one woman show - Doamnele domnului Caragiale, regia Tudor Mărăscu
- Valentina - în Așteptăm pe altcineva, de Paul Ioachim, regia Tudor Mărăscu
- Kote - în Woyzeck, de Georg Büchner, regia Alexa Visarion
- Zița - în O noapte furtunoasă, de I.L. Caragiale, regia Alexa Visarion
- Niculina Gologan - în Opinia publică, de Aurel Baranga, regia Geta Vlad
- Alia - în Serenada târzie, de Alexei Arbuzov, regia Geta Vlad
- Silvette în Romanțioșii, de Edmond Rostand, regia Geta Vlad
- Bărmănița Nela - în Hotel "Zodia Gemenilor", de Valentin Munteanu, regia Tudor Mărăscu
- Eleva Zamfirescu - în Steaua fără nume, de Mihail Sebastian, regia Geta Vlad
- Neda - în Liola, de Luigi Pirandello, regia Al. Toscani
- Polia - în Vassa Jeleznova, de Maxim Gorki, regia Geta Vlad
- Trina - în Comedie cu olteni, de Gheorghe Vlad, regia Geta Vlad
- Anais - în Pălăria florentină, de Eugène Labiche, regia Lucian Giurchescu

#### Teatrul Micdin București
- Charlotte - în Don Juan, de Molière
- Gianina - în Cum se jefuiește o bancă, de Ambrozi, regia Mihai Berechet
- Pajul - în Chinurile iubirii cu Zadarnicele chinuri ale dragostei, de W. Shakespeare, regia Sorana Coroama-Stanca

#### Teatrul „Maria Filotti” Brăila
- Mongelica - în Asta-i ciudat, de M.R. Paraschivescu, regia Verh(n)is

#### Teatrul Barbu Delavrancea
- La mime crevette în Doamna de la Maxim, de Feydeau, regia Crin Teodorescu
- Kathleen în Kathleen, de Soyers, regia Constantin Dinischiotu

#### Teatrul Național Vasile Alecsandri din Iași
- Frosa - în Idolul și Ion Anapoda, de G.M. Zamfirescu
- Jill - în Fără mănuși, de John Galsworty, regia Cornel Todea
- Doina Boboc - în Sfântul Mitică Blajinul, de Aurel Baranga, regia Constantin Dinulescu
- Franțuzoaica - în Becket, de Jean Anouilh, regia Sorana Coroama-Stanca
- Nellie - în Vară și fum, de Tennessee Williams, regia Crin Teodorescu
- Secretara în Birocratosaurii, de Ambrozi, regia Rafael

#### Teatrul Național Ion Luca Caragialedin București
- Carmen - în Iadul și pasărea de Ion Omescu, regia Alexandru Finți
- Fanny - în Fanny, de George Bernard Shaw, regia Mihai Berechet
- Fetița în Adam și Eva, de Aurel Baranga, regia Sică Alexandrescu
- Manuela - în Fiicele de S. Dragusescu, regia Alexandru Finți

#### Teatrul Nottara
- Mâncând un strugure nespălat în mijlocul oceanului, de Tennessee Williams, (one woman show), regia Tudor Mărăscu

#### Teatrul Municipal Bacovia
- Elena Sergheevna - în Șantaj, regia Diana Maria Mihailopol

#### Colaborări internaționale
- Sora medicala - în Maestrul și Margareta, de Mihail Bulgakov, regia Beatrice Rancea (Ungaria)
- Măzăriche - în Visul unei nopți de vară, de William Shakespeare, regia Beatrice Rancea (Ungaria)
- Ea - în Delir în doi, în trei, în câți vrei, de Eugene Ionesco, regia Diana Maria Mihailopol (Teatrul Eugene Ionesco - Slatina)
- Lumânările ard până la capăt, de Sandor Marai, spectacol lectură - one woman show, regia Diana Maria Mihailopol

## Filmografie
- Un surîs în plină vară (1964)
- Felix și Otilia (1972) - dublaj de voce Aurica Tulea
- Astă seară dansăm în familie (1972)
- Un comisar acuză (1974)
- Povestea dragostei (1977)
- Iarna bobocilor (1977)
- Iarba verde de acasă (1977)
- Eu, tu, și... Ovidiu (1978)
- Înainte de tăcere ‎(1978)
- Nea Mărin miliardar (1979)
- Semnul șarpelui (1982)
- Înghițitorul de săbii (1982)
- Buletin de București (1983)
- Căsătorie cu repetiție (1985)
- Niște băieți grozavi (1988)
- De ce are vulpea coadă (1989)
- Telefonul (1992)
- Somnul insulei (1994)
- #dogpoopgirl (2021)

- Blood and Chocolate (2007) - Mrs. Bellagra
- Căsătorie imposibilă (2004) - serial TV
- Liliacul înflorește a doua oară (1988)
- Recital în grădina cu pitici (1986)
- De dragul tău, Anca! (1983)
- "Visul unei nopți de iarnă" (1980) - teatru TV
- Roșia de un kilogram (1979) - teatru TV
- Muntele alb (1978)
- Fata bună din cer (1977)
- Gloria nu cîntă (1977)
- De bună voie și nesilit de nimeni (1974)
- Petrecerea (1970) - teatru TV

Luca - (regia: Horațiu Malaele)

## Premii
- Premiul UNITER pentru Cea mai bună actriță într-un rol secundar, pentru rolul Adel din piesa joi.megaJoy de Katalin Thuroczy, Teatrul Odeon, București (2007)[2]
- Premiul pentru întreaga activitate la Premiile Municipiului București pentru Artă și Cultură, secțiunea artele spectacolului (2009)[3]
- Premiul Confidențial pentru spectacolul Un tramvai numit dorință, regia Dinu Cernescu (2013)[4]
- Premiul onorific de popularitate pentru rolul din spectacolul Trei generații, Festivalul Internațional de Dramaturgie Contemporană, Brașov (2017)[4]
- Premiul Uniter pentru întreaga activitate  (2020)[4]
- Premiul „Aristizza Romanescu” al Academiei Române, pentru rolul Floarea Plătici din filmul Luca în regia lui Horațiu Mălăele (2023)[4]